# 晴山福一郎

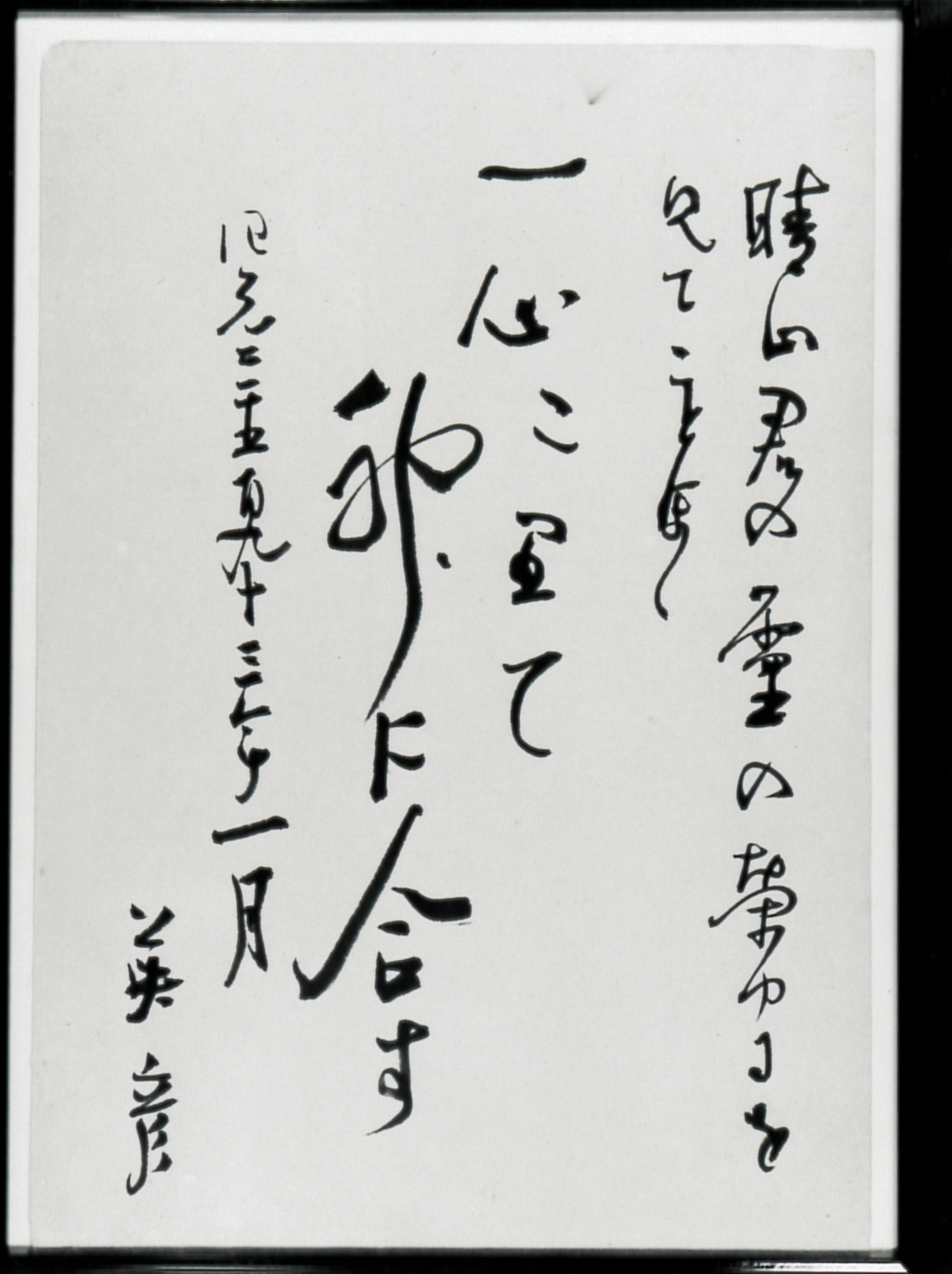
晴山式新案骨格模型作成にあたり石黒英彦岩手県知事がしたためた書（1933年）

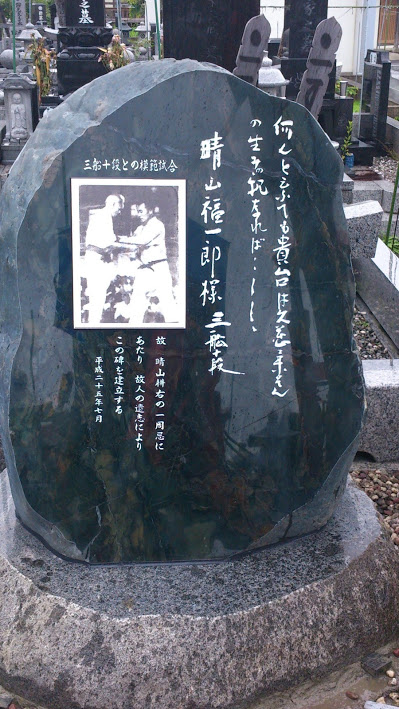
晴山福一郎顕彰碑（久慈市新井田公葬地）

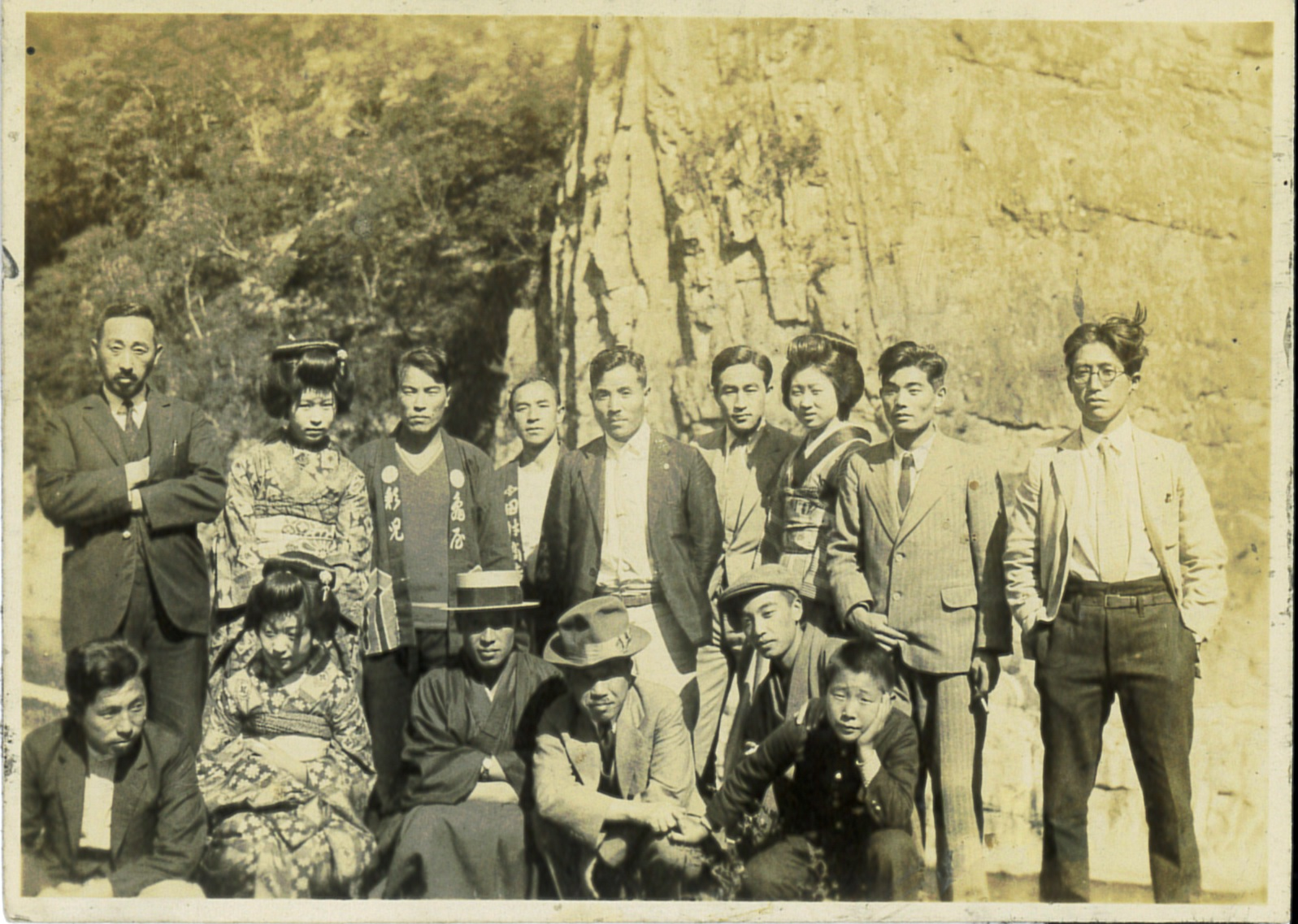
作詞・作曲者らとともに久慈渓流小唄・久慈湾小唄の披露に携わる（後列中央 1931年）

晴山 福一郎（はれやま ふくいちろう、1898年 - 1980年）は、教育者・柔道家。岩手県久慈市出身。

## 経歴
江戸時代から大正期まで久慈町の豪商として栄えた橘屋の下かまど（分家）に生まれる。岩手師範学校卒業後盛岡市内の小学校で教鞭を執り、大日本武徳会武道専門学校に入学。岩手県の許可が下りず退学し教職に戻った。岩手県久慈地域の小学校長を歴任し、1946年、戦中翼賛壮年団長だったことから公職追放となった。
追放解除後は整骨院を久慈市と岩泉町で経営する傍ら、久慈町消防団長、久慈市教育委員長、久慈市消防署長を始め、数多くの役職を歴任し、戦前・戦中・戦後を通し、旧久慈町、久慈市の指導的立場にあった。
特筆すべきは、1933年に南部桐を使った「晴山式新案骨格模型」を作成し、当時の石黒英彦岩手県知事から激賞された。人骨模型は岩手日報社主催の岩手県特産物人気投票５位となり、岩手県代表特産品として認定され、岩手県教育会が特許を取り販売。翌年に行われた第５回北海道東北六県工芸競技展覧会の陶磁器・玩具及び雑工芸品部門で２等賞を受賞した。1934年には「晴山式新案計数器」を発明し九戸教育会が特許を出願した。
1959年の水木洋子原作のラジオドラマ「北限の海女」では方言指導を行った。同ドラマによって北限の海女が全国的に知られるようになった。また、柔道は当時新撰組の生き残りと云われた、奥田松五郎に学び、久慈出身の柔道家三船久蔵十段の地元在住の高弟として、1953年興道館晴山道場を旧久慈町内に開設、1931年の久慈武徳殿、1958年の旧三船記念館の建設や1970年開催の岩手国体柔道競技の誘致に当たった他、1929年から戦後まで岩手県立久慈農林高等学校の武道教師を務め、昭和初期に三船久蔵先生臨席の下、九戸郡柔道連盟を発足、1941年に久慈柔道会（現在の久慈市柔道協会）を発足し、晩年まで会長を務め後進の指導に当たるなど、柔道のまち・久慈の礎を築いた。
岩手県立久慈農林高等学校の武道教師時代の教え子に、大相撲力士柏戸秀剛、岩手師範学校時代の後輩に細川熊蔵、義弟にデザイナーで漫画家の内村幸助、大甥に放射線治療学者の村田啓、娘婿に国文学者の内藤茂がいる。

## 著書
- 『児童にあり勝な外傷の二三について』　雑誌『養護／学童養護』第5巻第11号（1932年11月1日）
- 『白寿会長生法』 自費出版　1962年8月
- 『久慈民謡レコード』（久慈地方盆唄の太鼓を担当）　テイチクレコード　1965年
- 『奥田松五郎伝』　自費出版　1973年
- 『成人病に絶対かからぬ体質を作る秘訣』 自費出版　1977年
- 『久慈市いろはかるた』 自費出版　1978年
- 『学校談義』 自費出版　1974年
- 『武次郎ころばし』 自費出版　1974年
- 『文と武 : 晴山福一郎遺稿集』 晴山一貫編、2002年6月刊行